# Sky Tower (Auckland)
Sky Tower este un turn de observare și de telecomunicații situat la colțul străzilor Victoria și Federal din Auckland, Noua Zeelandă. Are o înălțime de 328 de metri, măsurată de la nivelul solului până la partea superioară a catargului, făcându-l cea mai înaltă structură liberă din emisfera sudică și cel de-al 23-lea cel mai înalt turn din lume. Acesta a devenit un reper important în orizontul orașului Auckland datorită înălțimii sale și a designului unic.
Turnul face parte din complexul cazino SkyCity din Auckland, construit inițial în 1994-1997 pentru Harrah's Entertainment.  Mai multe nivele superioare sunt accesibile publicului, atrăgând în medie 1.150 de vizitatori pe zi (peste 415 000 pe an).

## Facilități publice

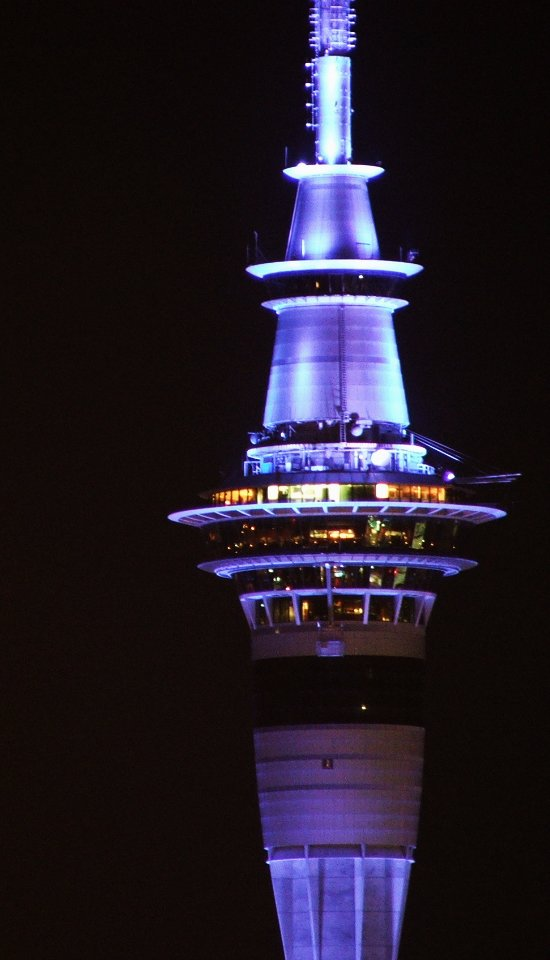
Secțiunile superioare ale Sky Tower

Sky Tower are câteva niveluri superioare accesibile publicului:
- Nivelul 50: Sky Lounge
- Nivelul 51: Puntea principală de observare
- Nivelul 52: Orbit 360 ° Dining
- Nivelul 53: Restaurantul Sugar Club, SkyWalk și SkyJump
- Nivel 60: Sky Deck

Partea superioară a turnului conține două restaurante și o cafenea - inclusiv singurul restaurant care se rotește din Noua Zeelandă, situat la 190 m altitudine de la sol, restaurant care se rotește 360 de grade pe oră. Există, de asemenea, un bufet în stil braserie situat la un etaj deasupra nivelului principal al observatorului. Are trei punți de observare la diferite înălțimi, fiecare oferind o vedere completă a orașului la 360 de grade. Nivelul principal de observație la 186 m are ca pardoseală secțiuni de sticlă groasă de 38 mm care oferă o vedere directă spre pământ. Puntea de observare din vârf, numită "Skydeck", se află chiar sub antena principală la 220 m altitudine și de aici se poate vedea până la distanțe de 82 km.
De asemenea, turnul oferă "SkyJump", un loc de unde se pot face salturi în gol de la înălțimea de 92 metri de pe puntea de observare, în timpul căruia un săritor poate ajunge la o viteză de până la 85 km/h. Saltul este controlat printr-un cablu-ghidaj pentru a împiedica săritorii să se ciocnească de turn în cazul rafalelor de vânt. Se poate urca și pe porțiunea unde se află antena (300 de m înălțime) dar pentru grupurile organizate, la fel cum se poate face o plimbare în exterior.

## Telecomunicații
Turnul este, de asemenea, utilizat pentru telecomunicații și radiodifuziune, Auckland Peering Exchange(APE) fiind situată la nivelul 48. Antena din partea de sus a turnului găzduiește cel mai mare combinator FM din lume, care combină cu 58 de conexiuni wireless cu microunde aflate deasupra restaurantului de top pentru a oferi o serie de servicii. Acestea includ servicii de televiziune, internet wireless, RT și servicii de măsurare a vremii.
Turnul este principalul emițător radio FM din Auckland și este unul dintre cele patru emițătoare de televiziune terestră din Auckland, care deservesc zonele care nu sunt acoperite de emițătorul principal de la Waiatarua din Waitakere Ranges. Din turn sunt difuzate programele a douăzeci și trei de posturi de radio FM și șase multiplexuri de televiziune digitală terestră. Două canale de televiziune analogice VHF care au difuzat din turn au fost oprite în primele ore ale zilei de duminică, 1 decembrie 2013, ca parte a tranziției la televiziunea digitală din Noua Zeelandă.

### Frecvențe de transmitere

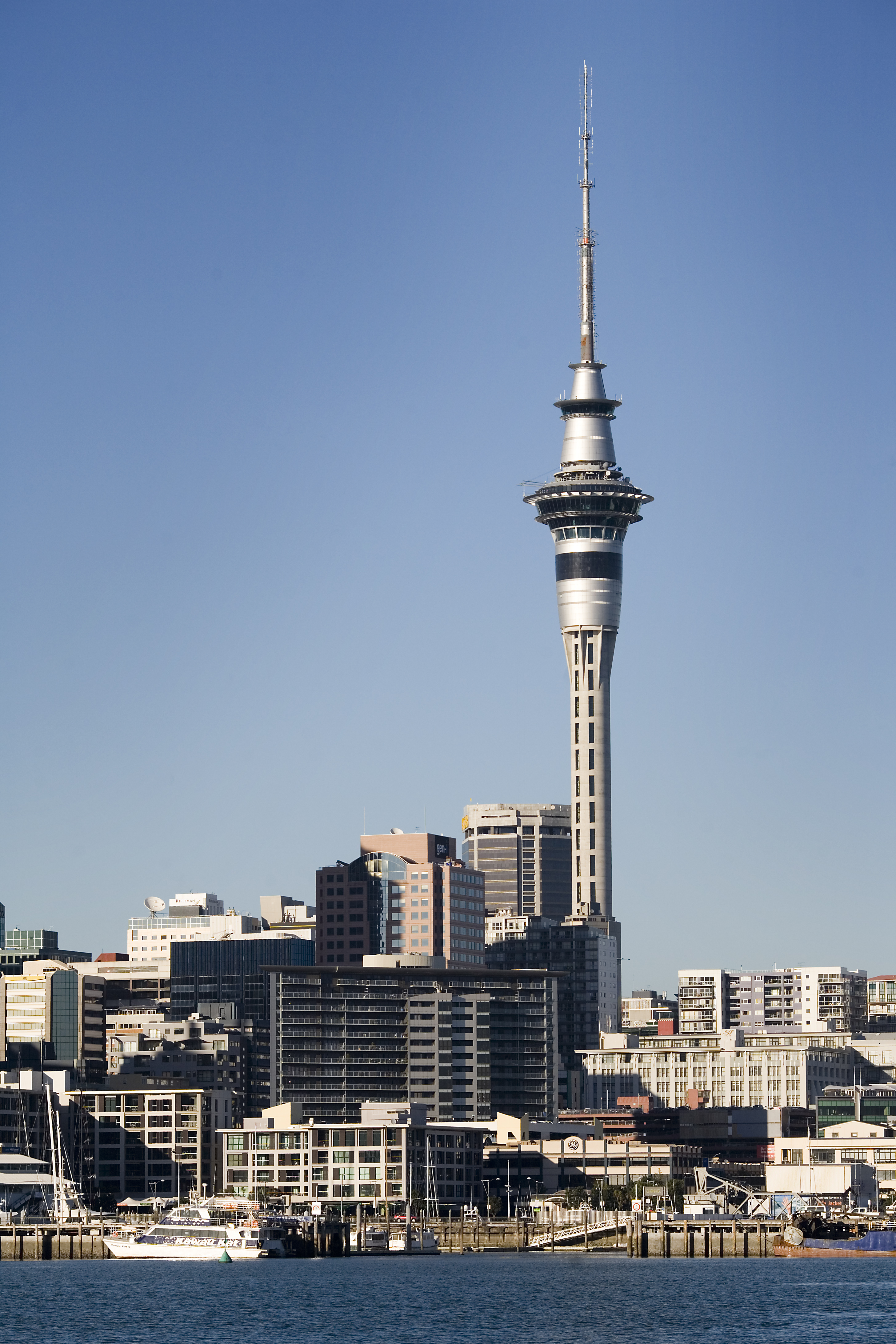
Turnul Sky domină orizontul Aucklandului, văzut dinspre portul Waitematā.

Următorul tabel conține frecvențele de televiziune și radio care funcționează în prezent în Sky Tower:
| Stație TV                                                 | Canal de transmisie | Frecvența de transmisie | Banda | Putere (dBW) |
| --------------------------------------------------------- | ------------------- | ----------------------- | ----- | ------------ |
| TVNZ digital                                              | 28                  | 530.0 MHz               | UHF   | 27           |
| Sky digital                                               | 30                  | 546.0 MHz               | UHF   | 27           |
| MediaWorks digital                                        | 32                  | 562.0 MHz               | UHF   | 27           |
| World TV digital                                          | 34                  | 578.0 MHz               | UHF   | 27           |
| Kordia digital A                                          | 36                  | 594.0 MHz               | UHF   | 27           |
| Stație radio                                              | Canal de transmisie | Frecvența de transmisie | Banda | Putere (dBW) |
| Mai FM                                                    |                     | 88.6 MHz                | VHF   | 42           |
| Newstalk ZB                                               |                     | 89.4 MHz                | VHF   | 47           |
| The Rock                                                  |                     | 90.2 MHz                | VHF   | 47           |
| ZM                                                        |                     | 91.0 MHz                | VHF   | 47           |
| More FM                                                   |                     | 91.8 MHz                | VHF   | 47           |
| Radio New Zealand Concert                                 |                     | 92.6 MHz                | VHF   | 47           |
| The Breeze                                                |                     | 93.4 MHz                | VHF   | 47           |
| The Sound                                                 |                     | 93.8 MHz                | VHF   | 39           |
| The Edge                                                  |                     | 94.2 MHz                | VHF   | 47           |
| bFM                                                       |                     | 95.0 MHz                | VHF   | 41           |
| Flava                                                     |                     | 95.8 MHz                | VHF   | 47           |
| George FM                                                 |                     | 96.6 MHz                | VHF   | 39           |
| The Hits                                                  |                     | 97.4 MHz                | VHF   | 47           |
| Mix 98.2                                                  |                     | 98.2 MHz                | VHF   | 47           |
| Radio Hauraki                                             |                     | 99.0 MHz                | VHF   | 47           |
| Life FM                                                   |                     | 99.8 MHz                | VHF   | 47           |
| Radio Live                                                |                     | 100.6 MHz               | VHF   | 47           |
| RNZ National                                              |                     | 101.4 MHz               | VHF   | 42           |
| Niu FM                                                    |                     | 103.8 MHz               | VHF   | 42           |
| Planet FM                                                 |                     | 104.6 MHz               | VHF   | 42           |
| Coast                                                     |                     | 105.4 MHz               | VHF   | 47           |
| Humm FM Arhivat în 29 decembrie 2017, la Wayback Machine. |                     | 106.2 MHz               | VHF   | 42           |

## Construcția

### Istoria proiectului
Fletcher Construction a fost constructorul contractat pentru proiect, în timp ce firma de inginerie Beca Group a furnizat servicii de proiectare și coordonare, servicii structurale, geotehnice, civile, mecanice, electrice, sanitare, de iluminat și de inginerie contra incendiilor. Harrison Grierson a furnizat servicii de supraveghere. A fost proiectat de Gordon Moller de la firma de arhitectură Craig Craig Moller și a primit un premiu național din partea Institutului de Arhitecți din Noua Zeelandă, precum și premii regionale. Arhitectul proiectului a fost Les Dykstra.
Construcția lui a durat doi ani și nouă luni și a fost inaugurat la 3 august 1997. the tower was opened on 3 august 1997.

### Detalii

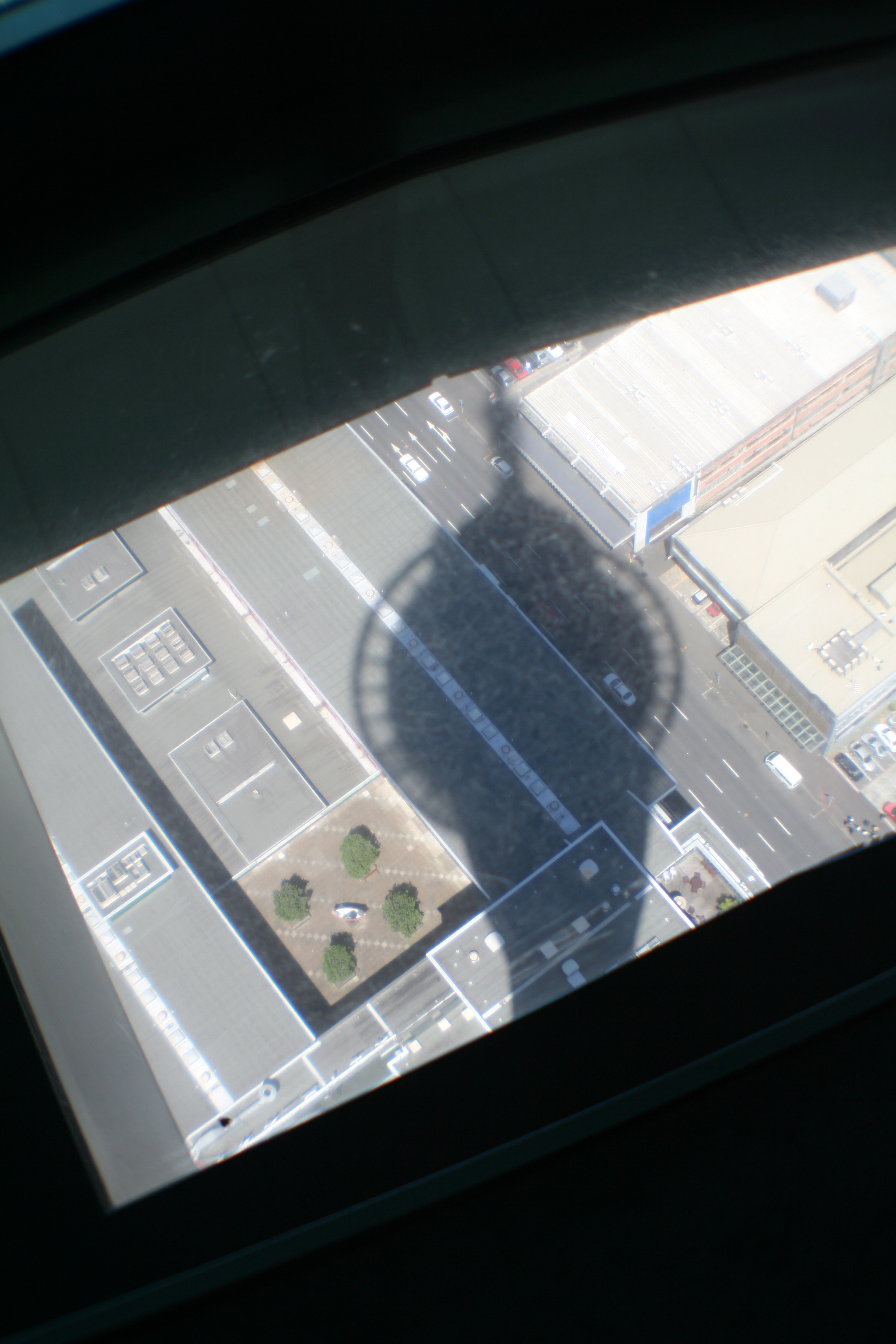
Podele de sticlă văzute în interiorul unuia din punțile de observare

Turnul este construit din beton armat de înaltă performanță. Puțul cu diametrul de 12 metri (cu trei ascensoare și o scară de urgență) este susținut pe opt "picioare", care stau pe 16 piloni de fundație perforați la peste 12 m adâncime în sol. Axul principal a fost construit folosindu-se cofraje de alpinism.
Nivelele superioare au fost construite din materiale compozite, oțel structural, beton prefabricat și beton armat iar punțile de observare placate în aluminiu cu sticlă reflectorizantă albastră/verde. O structură din oțel susține structura stâlpului superior. În timpul construcției au fost utilizați 15.000 de metri cubi de beton, 2.000 tone de oțel armat și 660 tone de oțel structural. Catargul cântărește peste 170 de tone. A trebuit să fie ridicat pe loc cu ajutorul unei macarale atașate la structură, deoarece ar fi fost prea greu pentru ca un elicopter să îl ridice. Pentru a scoate apoi macaraua, a trebuit să fie construită o altă macara atașată la partea superioară a structurii Sky Tower, care a demontat macaraua mare și a fost, la rândul ei, dezmembrată în bucăți suficient de mici pentru a încăpea în ascensor. 

### Siguranță
Turnul este proiectat să reziste la vânt de peste 200 km/h și proiectat să se deplaseze până la un metru în cazul vânturilor excesiv de mari. Ca o precauție de siguranță, ascensoarele Sky Tower au instalate o tehnologie specială pentru a detecta mișcarea (cum ar fi oscilația din cauza vântului puternic) și vor încetini automat. În cazul în care mișcarea clădirii depășește nivelurile de siguranță prestabilite, ascensoarele se vor întoarce la parter și vor rămâne acolo până când vânturile puternice și oscilația clădirii vor scădea.
Sky Tower este construit pentru a rezista la un cutremur cu magnitudinea de 8,0 grade, localizat pe o rază de 20 de kilometri. Există trei încăperi ignifuge pe nivelele 44, 45 și 46 pentru a oferi refugiu în caz de urgență, în timp ce puțul central de serviciu și scările sunt, de asemenea, evaluate pentru siguranța la incendiu.